# گننا
گننا (به ژاپنی: 元和 Genna) یکی از دوره‌های ژاپنی بعد از کیچو و قبل از کانئی بود. این دوره از ژوئیه ۱۶۱۵ تا فوریه ۱۶۲۴ ادامه داشت. در این دوره امپراتور گومیزونو امپراتور ژاپن بود.

## رویدادهای عصر "گننا "
- '۱۶۱۵ (گننا ۱): توکوگاوا ایه‌یاسو و پسرش، شوگون توکوگاوا هیده‌تادا، دوباره برای محاصره به سمت قلعه اوساکا رفتند، که تسخیر و سوزانده شد.[۱]
- ""۱ سپتامبر ۱۶۱۵"" ("گننا ۱، نهمین روز از ماه هفتم"): توکوگاوا ایه‌یاسو معبد تویوکونی (کیوتو) را ویران کرد.[۲]
- ""۲۰ سپتامبر ۱۶۱۵"" ("گننا ۱، بیست و هشتمین روز از ماه هفتم"): ایه‌یاسو بوکه شوهاتو (元和令)/ گننا-ری  در ۱۷ بند اعلام کرد.[۲]
- '۱ ژوئن ۱۶۱۶ (گننا ۲، هفدهمین روز از ماه چهارم): ایه‌یاسو در ولایت سوروگا درگذشت.[۱]
- '۲۵ سپتامبر ۱۶۱۷ (گننا ۳، بیست و ششمین روز از ماه هشتم): امپراتور پیشین-امپراتور گو-یوزی درگذشت. او در نیکو، توچیگی دفن شده است.[۱]
- ۱۶۱۸ (گننا ۴، ماه هشتم): یک دنباله دار در آسمان ظاهر شد.[۱]
- '۵ ژوئیه ۱۶۲۰ (گننا ۶، روز ششم ماه ششم): ازدواج امپراتور با توکوگاوا ماساکو، دختر شوگون توکوگاوا هیده‌تادا.[۳]
- ۱۶۲۰ (گننا ۶): آتش‌سوزی شدید در میکایو در روز ۳۰ ماه دوم و در روز چهارم از ماه سوم رخ داد.[۱]
- '۱۰ سپتامبر ۱۶۲۲ (گننا ۸، پنجمین روز از ماه هشتم): کشتار مسیحیان در ناگاساکی — ۵۵ عضو کلیسای کاتولیک خارجی و ژاپنی در ناگاساکی اعدام شدند، بخشی از آزار مسیحیان در ژاپن توسط توکوگاوا هیده‌تادا.
- ""۶ سپتامبر ۱۶۲۳"" ("گننا ۹، دوازدهمین روز از ماه هشتم"): "باکوفو" کمک هزینه نگهداری امپراتوری را ۱۰۰۰۰ ککو افزایش داد.[۲]
- ۱۶۲۳ (گننا ۹): توکوگاوا ایه‌میتسو، پسر هیده‌تادا، به دربار امپراتور آمد که در آنجا شوگون او آغاز شد.[۱]